# Любек, Фредерик Виллем
Фредерик Виллем Любек (нидерл. Frederik Willem Lübeck; 1811, Райнберг — 19 августа 1850, Кальденкирхен, ныне в составе коммуны Неттеталь) — немецко-нидерландский скрипач и композитор. Брат Иоганна Генриха Любека.
Изучал скрипку, фортепиано и композицию в Гаагской консерватории под руководством своего брата, затем на протяжении двух лет учился в Париже. Вернувшись в Нидерланды, играл на скрипке в придворном оркестре, с 1837 г. его концертмейстер. Гастролировал в Германии — в частности, в 1833 году дал концерт в Дюссельдорфе, исполнив концерт своего брата с оркестром под управлением Феликса Мендельсона. С 1844 г. концертмейстер придворного оркестра в Ганновере. Автор трёх скрипичных концертов и других сочинений для своего инструмента.